# Черноморское
Черноморское (на украински: Чорноморське) е град в Крим. Намира се на брега на Черно море в западната част на полуострова. Населението на града е около 11 039 души. Преобладаващото население в града са руснаци.